# Sthenoteuthis pteropus
Sthenoteuthis pteropus é uma espécie de molusco pertencente à família Ommastrephidae.
A autoridade científica da espécie é Steenstrup, tendo sido descrita no ano de 1855.
Trata-se de uma espécie presente no território português, incluindo a zona económica exclusiva.